# 올레시니차군

돌니실롱스크주 지도에 표시된 올레시니차군의 위치

올레시니차군(폴란드어: powiat oleśnicki)은 폴란드 돌니실롱스크주에 위치한 군으로 군청 소재지는 올레시니차이며 면적은 1,049.74km2, 인구는 107,090명(2019년 6월 30일 기준), 인구 밀도는 100명/km2이다.
북쪽으로는 밀리치군, 비엘코폴스카주 오스트루프군, 동쪽으로는 비엘코폴스카주 오스트셰슈프군, 켕프노군, 오폴레주 나미수프군, 남쪽으로는 오와바군, 서쪽으로는 브로츠와프군, 트셰브니차군과 접한다. 8개 지방 자치체(1개 도시, 4개 도시형 농촌, 3개 농촌)를 관할한다.

군기
군 문장